# Barbatula toni
Barbatula toni és una espècie de peix de la família dels balitòrids i de l'ordre dels cipriniformes.

## Morfologia
Els mascles poden assolir els 16 cm de longitud total.

## Distribució geogràfica
Es troba a tots els rius que desguassen als oceans Àrtic i Pacífic entre els rius Obi i Huang He.